# Low (Juicy J)
Low è un singolo del rapper statunitense Juicy J, pubblicato nel 2014 come primo estratto dal suo quarto album Pure THC: The Hustle Continues. La canzone prevede la collaborazione di Nicki Minaj, Lil Bibby e Young Thug.

## Tracce
- Download digitale

1. Low (featuring Nicki Minaj, Lil Bibby & Young Thug) – 3:58

## Video
Il videoclip del brano è stato diretto da Benny Boom e pubblicato il 21 agosto 2014.